# Agalinis densiflora
Agalinis densiflora là loài thực vật có hoa thuộc họ Cỏ chổi. Loài này được (Benth.) S.F.Blake mô tả khoa học đầu tiên năm 1918.